# 西小牧駅
西小牧駅（にしこまきえき）は、かつて愛知県小牧市桜井本町に存在した名古屋鉄道小牧線（岩倉支線）の駅。

## 歴史
1946年（昭和21年）11月5日に新線上に開業。1964年（昭和39年）4月26日の同線廃止とともに廃止となった。廃止後は代替措置として小牧線（旧・大曽根線）の小牧口駅が営業を再開した。
- 1946年（昭和21年）11月5日 - 開業。開業時より無人駅[3]。
- 1964年（昭和39年）4月26日 - 路線廃止[4]。

## 隣の駅
名古屋鉄道
小牧線（岩倉支線） 
小針駅 - 西小牧駅 - 小牧駅